# أكيكو بابا
أكيكو بابا (باليابانية: 馬場あき子؛ بالكانا: ばば あきこ) هي شاعرة تانكا ‏ وكاتِبة وشاعرة يابانية، ولدت في 28 يناير 1928 في طوكيو (اليابان) في اليابان.